# Huronie
1440–1650
Entités précédentes :
- Tribus huronnes

Entités suivantes :
- Nouvelle-France (1610)
- Iroquoisie (1650)

La Huronie, la Confédération huronne ou la Confédération Wendat désigne un territoire confédéré et occupé par les Amérindiens du peuple huron-wendat et qui se retrouve presque en entier sur la péninsule de Penetanguishene, une pointe de terre qui s'avance dans la baie Georgienne dans le comté de Simcoe, en Ontario. Ce territoire est l'endroit où ont lieu les premiers contacts entre Hurons et Français entre les années 1610 à 1650,.  Ce territoire s'étendait des rives méridionales de la baie Georgienne vers le sud jusqu'au lac Simcoe.

## Origine du nom

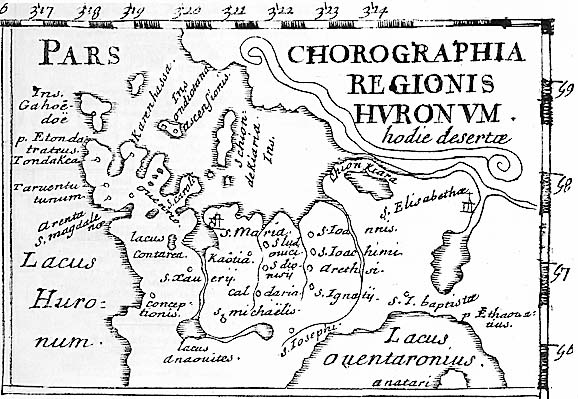
Carte de la Huronie par François Du Creux et publié dans son ouvrage Historia Canadensis en 1660

Deux hypothèses sont mentionnées par les historiens pour expliquer l'origine du terme « huron », qui n'est pas un mot de la langue amérindienne, mais qui a été attribué par les explorateurs français lors de leurs premiers contacts avec ce peuple amérindien,. La première hypothèse, considérée comme plutôt folklorique, mentionne que le terme origine des pêcheurs français étonnés devant la raideur de la coiffure des membres de cette tribu et serait associé au terme « hure » soit « tête de sanglier ». Mais les historiens penchent plutôt vers une seconde hypothèse, soit celle d'un terme de l'argot français de l'époque signifiant « chenapan ou rustre » et relié à la comparaison qu'ont fait les premiers Français entre les peuples amérindiens vivant près des côtes en contact avec les Européens depuis un certain temps déjà et les Amérindiens de l'intérieur des terres qu'ils considéraient comme des « barbares »,. Le terme « Wendat », qui désigne une confédération de quatre tribus, est tiré de la langue du peuple huron et peut signifier « insulaires » ou « habitants d'une péninsule » en se référant à la géographie du territoire Huron, entouré d'eau sur trois de ces côtés, ou encore à la cosmologie, car les Hurons croyaient que leur « pays » était situé au centre de la Terre.   

## Histoire
En 1610, les Européens visitent pour la première fois le territoire des Wendats (appelés Hurons à l'époque). Le jeune Étienne Brûlé va travailler comme interprète parmi les Wendats. Cinq ans plus tard, Samuel de Champlain et le prêtre récollet Joseph Le Caron viennent en Huronie, l'ancien pour solidifier une alliance militaire et commerciale avec les Wendats, ce dernier pour commencer leur conversion au christianisme. Pour les missionnaires, les Wendats représentent de bons candidats pour la conversion puisque, contrairement à la plupart des autres peuples autochtones, ils sont sédentaires.
En 1626, les pères jésuites prennent le relais des Récollets. Jean de Brébeuf, un des plus illustres missionnaires de la Nouvelle-France, s'installe en Huronie. Brébeuf est nommé supérieur de la mission Sainte-Marie aux Hurons en 1634, et participe à la fondation de la première communauté européenne dans l'intérieur du continent nord-américain. En établissant Sainte-Marie, le but des missionnaires français est de créer une base pour leurs opérations dans le territoire Wendat où ils pourront se rencontrer et s'approvisionner pour ensuite retourner vers la vingtaine de villages wendats environnants pour continuer à prêcher.
Le Père Jérôme Lalemant, qui devient le deuxième supérieur de la mission dans le pays des Hurons en 1638, décrit l'emplacement central retenu sur le territoire wendat, sur la rive d'une belle rivière, et les mérites de son plan d'établissement. Ainsi, en 1639, une douzaine de Français érigent la première habitation rudimentaire en piliers. Au cours de la décennie suivante, Sainte-Marie devient un petit village comprenant 22 bâtiments, dont l'atelier d'un forgeron, deux églises, un réfectoire, un hôpital, plusieurs ateliers, des champs cultivés, et une écurie.
Une partie de la mission est réservée aux convertis autochtones, qui ont leur propre chapelle, avec seulement un sol en terre battue, afin de permettre aux okis, ou esprits de la terre, de circuler librement, conformément aux croyances wendat. Le personnel de la mission atteint un pic de 18 prêtres missionnaires, qui sont soutenus dans leurs efforts par de nombreux laïcs, frères laïcs, donnés (un terme dérivé du verbe français donner, pour désigner un groupe d'hommes qui offrent leurs services gratuitement aux jésuites), et même quelques soldats pour assurer leur protection. En 1648, il y a un total de 66 Français à Sainte-Marie, ce qui en fait une implantation non négligeable pour la Nouvelle-France de cette période encore faiblement colonisée.

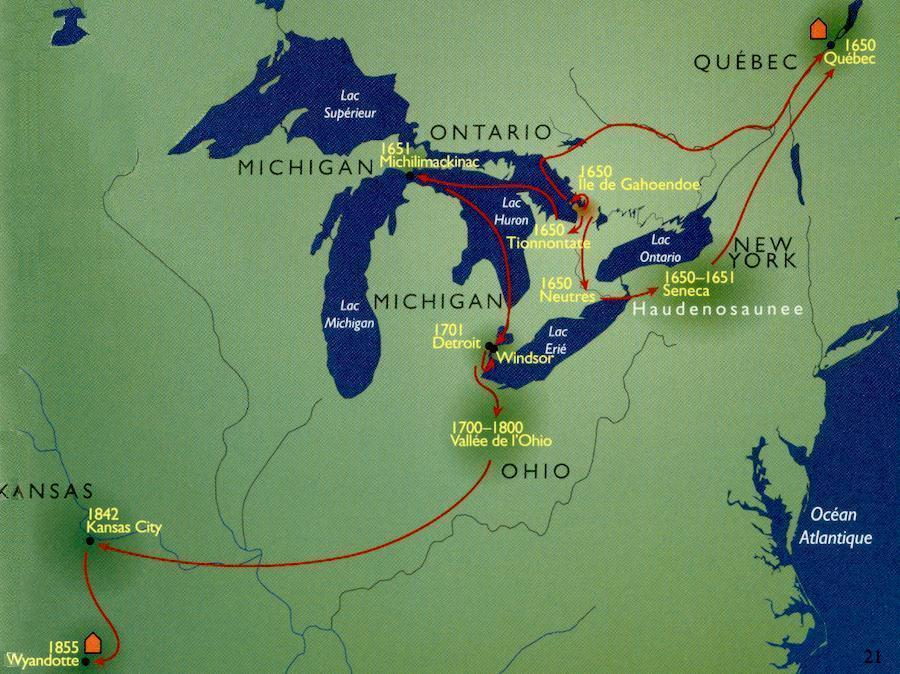
L'exode des Hurons

Cependant, les Jésuites remarquent que les indigènes sont ravagés par des épidémies qui n'épargnent aucune des tribus en contact avec les Européens. Les Iroquois, comme les Hurons, sont durement touchés. Mis à part ce fléau, cependant, les Iroquois jouissent d'avantages indéniables sur les Hurons. Alors que majoritairement, ils ont refusé les missionnaires, contrairement aux Hurons, dont une partie s'est faite chrétienne sous l'influence des jésuites et l'autre est restée fidèle à ses croyances traditionnelles, sont divisés entre eux. Ensuite, ils sont tout près des Hollandais du fort Orange, avec qui ils font affaires, tandis que les Hurons doivent parcourir des centaines de kilomètres pour échanger leurs fourrures contre les objets de traite des Français. Enfin et surtout, d'un point de vue de stricte logistique militaire, depuis 1640 environ, ils obtiennent des armes à feu des Hollandais, et les Hurons n'en ont pas. Forts de tous ces avantages, les Iroquois sentent le moment venu de mettre à exécution un vaste projet: détruire les Hurons, alliés des Français.
Sentant peut-être poindre la menace, en août 1648, un détachement formé de huit soldats de la garnison de Trois-Rivières et de quatre de celle de Montréal escorte un grand convoi de canots allant au pays des Hurons. Ces 12 soldats apportent avec eux une petite pièce d'artillerie, destinée à la défense de la mission de Sainte-Marie.
Au printemps 1649, plus de 1 000 guerriers iroquois, armés jusqu'aux dents et équipés d'armes à feu, envahissent la Huronie. C'est l'assaut final après des années de harcèlement. Plusieurs villages hurons, dont les missions de Saint-Louis et de Saint-Ignace, succombent aux attaques. Les pertes du côté des assiégés sont énormes : seulement trois des 400 habitants de Teanaostaiaé échappent à la mort, alors que les Iroquois n'y perdent que 10 guerriers. D'autres Hurons quittent leurs villages, sans espoir de retour, et se dispersent. Finalement, la plus importante mission, celle de Sainte-Marie, est abandonnée, ce qui présage la fin de la Huronie. Ses habitants, Français comme Hurons, se réfugient dans l'île aux Chrétiens (en Amérindien, Gahoendoe) où, en mai 1649, les quelques soldats de la garnison, avec l'aide des hommes valides, transportent le canon arrivé l'année précédente. Tous se mettent à la construction d'un fortin bastionné, qui sera nommé Sainte-Marie II. Mais, durant l'hiver de 1649-1650, la famine frappe durement la petite colonie de rescapés, emportant des centaines de Hurons. Finalement, le 10 juin 1650, après avoir enterré dans l'île non seulement leurs morts, mais le canon, les quelque 300 survivants Hurons, et les rares Français qui demeurent, prennent le chemin de Québec, où ils arrivent le 28 juillet. C'est la fin de la Huronie, mais non pas des Hurons, car, le 15 octobre de la même année, note le supérieur des jésuites à Québec, les Hurons partirent pour la guerre.

## Postérité
Le gouvernement ontarien, par le biais du Ontario Heritage Foundation commémore la présence du peuple Hurons-Wendat et de la Huronie sur les rives de la baie Georgienne entre 1610 et 1650.

### Filmographie
- Robe Noire (version fr. Black Robe) de Bruce Beresfond, MGM, 1991, ASIN B00005BKZS